# Daniel Ivanovski
Pour les articles homonymes, voir Ivanovski.
Daniel Ivanovski (en macédonien : Даниел Ивановски) est un footballeur macédonien, né le 27 juin 1983 à Kratovo en Macédoine. Il évolue comme défenseur.

## Sélection
Macédoine : 2 sélections
Daniel Ivanovski a connu ses deux sélections durant l'année 2006, dont une comme titulaire. Il n'est plus réapparu dans le groupe macédonien depuis, perdant sa place au profit de l'auxerrois Robert Popov.

## Palmarès
- FK Vardar Skopje
  - Coupe de Macédoine (1) : 2007

- Mjällby AIF
  - Championnat de Suède de D2 (1) : 2009